# Долно Ряхово
Долно Ряхово е село в Североизточна България. То се намира в община Главиница, област Силистра.

## География
Село Долно Ряхово се намира на 48 км от Силистра и на 23 км от Главиница. Населението на Долно Ряхово е 457жители (01.02.2011 г.НСИ).

## История
Крайбрежието на река Дунав е привличало хората още от най-древни времена. В района на с. Долно Ряхово са открити палеолитни находища още от 800 000 – 12 000 г. пр. н. ера – предимно кремъчни оръдия на труд – брадви, стъргалки и остриета за обработка на кожи, кост и дърво. Находките в местността Изворите между Долно Ряхово и Малък Преславец говорят за наличието на култура от среднокаменната епоха – епипалеолит (от 12000 до 7000 г. пр. н. ера). В местността Лясковица до селото са открити следи от тракийско селище на гетите. Римската империя също е оставила своя отпечатък – римски път и каменна крепост. Археологическият материал доказва, че от дълбока древност местността е била населена, и основният поминък на населението е бил земеделие, скотовъдство и риболов. Многобройните набези на печенези, узи, кумани и други варварски племена през 11 век принуждават местното население да изостави селището. То отново е възродено, според преданията – първоначално от турци. Предполага се, че първите българи са се заселили там през 1880 г., през същата година около 80 черкезки семейства се изселват. От същата година започва и Летописната книга на селото.

## Културни и природни забележителности
На север от селото близо до река Дунав по пътя за село Дунавец се намира паметник на четата на Панайот Хитов преминала Дунава със знаменосец Васил Левски

## Редовни събития
събор на селото е 28.08

## Личности
- Мария Минчева (р. 1952), световна шампионка по кану-каяк